# Christian Koloko
Christian Junior Koloko Kamdeu, né le 20 juin 2000 à Douala au Cameroun, est un joueur camerounais de basket-ball. Il mesure 2,11 m et évolue au poste de pivot.

## Biographie

### Carrière junior
Christian Koloko commence par jouer au football mais il s'oriente rapidement, à l'âge de 12 ans, vers le basket-ball à la suite d'une forte poussée de croissance (en 18 mois, il passe de 1m65 à 1m89). En 2017, Koloko déménage aux États-Unis pour jouer au basket-ball pour le lycée Birmingham à Lake Balboa (en), en Californie, en tant que junior, bien qu'il ne parlât pas anglais au début. Pour sa saison senior, il rejoint la Sierra Canyon School de Chatsworth, en Californie, où il est coéquipier avec Cassius Stanley, Kenyon Martin Jr. et Scotty Pippen Jr.. Il aide son équipe à décrocher son deuxième titre d’État consécutif en Open Division. Une recrue quatre étoiles, il s’engage à jouer au basket-ball universitaire pour l’université de l'Arizona et reçoit des offres des universités de Californie à Berkeley, Northwestern, Vanderbilt, l'Harvard et Princeton.
Entre 2019 et 2022, il évolue pour les Wildcats de l'Arizona.
En première année en Arizona, Koloko obtient en moyenne 2,3 points et 2,4 rebonds par match. Lors de sa deuxième saison, il obtient en moyenne 5,3 points et 4,8 rebonds par match. Le 21 novembre 2021, Koloko établit son record en carrière avec 22 points dans une victoire de 80-62 contre l'université du Michigan. En tant que junior, il est nommé joueur défensif de l’année dans la conférence Pac-12, joueur ayant le plus progressé de la Pac-12 et joueur de la première équipe All-Pac-12,.
Le 18 avril 2022, il se déclare candidat pour la prochaine draft NBA.

### Carrière professionnelle
Christian Koloko est drafté en 33e position lors de la draft 2022 de la NBA par les Raptors de Toronto.

#### Raptors de Toronto (2022-janvier 2024)
Christian Koloko participe à la NBA Summer League 2022 avec les Raptors. Il dispute 5 matches pour des moyennes par match de 7,8 points, 4,2 rebonds et 2,2 contres pour un temps de jeu moyen de 22,1 minutes. Le 26 août 2022, il signe son contrat rookie avec la franchise canadienne.
Il joue son premier match NBA le 28 octobre 2022 face aux Cavaliers de Cleveland en ouverture de la saison 2022-2023 en jouant 15 minutes en sortie de banc, inscrivant 3 points et en prenant 6 rebonds. Pour son deuxième match, il est expulsé à la suite d'une bagarre avec Caleb Martin sur le parquet du Heat de Miami et il reçoit une amende de 5000 dollars. En janvier 2023, il est assigné au Raptors 905, l'équipe G-League affiliée aux Raptors. Fin février 2023, il retourne en G-League. Le 4 mars 2023, il inscrit 16 points et prend 5 rebonds en 25 minutes face au Mad Ants de Fort Wayne. Le 12 mars 2023, il est rappelé en NBA. En mars 2023, il se casse le nez face au Thunder d'Oklahoma City.
En janvier 2024, alors qu'il n'a pas joué de la saison à cause de problèmes respiratoires, il est licencié par les Raptors de Toronto dans le cadre du transfert de Pascal Siakam aux Pacers de l'Indiana.

#### Lakers de Los Angeles (depuis 2024)
En septembre 2024, Koloko s'engage avec un contrat two-way pour les Lakers de Los Angeles.

### En équipe nationale
En janvier 2023, Christian Koloko annonce sa volonté de jouer pour l'équipe du Cameroun à l'échelle internationale.

## Clubs successifs
- 2019-2022 : Wildcats de l'Arizona (NCAA)
- 2022-2024 : Raptors de Toronto (NBA)
  - 2023 : Raptors 905 (G-League)
- depuis 2024 : Lakers de Los Angeles (NBA)

## Statistiques

### Universitaires
| Saison    | Équipe   | Matchs | Titul. | Min./m | % Tir | % 3pts | % LF | Rbds/m. | Pass/m. | Int/m. | Ctr/m. | Pts/m. |
| --------- | -------- | ------ | ------ | ------ | ----- | ------ | ---- | ------- | ------- | ------ | ------ | ------ |
| 2019-2020 | Arizona  | 28     | 0      | 8,3    | 48,3  | 0,0    | 35,0 | 2,40    | 0,20    | 0,30   | 0,90   | 2,30   |
| 2020-2021 | Arizona  | 26     | 19     | 17,3   | 52,0  | 0,0    | 62,5 | 4,80    | 0,30    | 0,50   | 1,30   | 5,30   |
| 2021-2022 | Arizona  | 37     | 37     | 25,4   | 63,5  | 0,0    | 73,5 | 7,30    | 1,40    | 0,80   | 2,80   | 12,60  |
| Carrière  | Carrière | 91     | 56     | 17,9   | 59,0  | 0,0    | 67,0 | 5,10    | 0,70    | 0,50   | 1,80   | 7,30   |

### En NBA
Les statistiques de Christian Koloko en match de saison régulière sont les suivantes :
| Saison    | Équipe   | Matchs | Titul. | Min./m | % Tir | % 3pts | % LF | Rbds/m. | Pass/m. | Int/m. | Ctr/m. | Pts/m. |
| --------- | -------- | ------ | ------ | ------ | ----- | ------ | ---- | ------- | ------- | ------ | ------ | ------ |
| 2022-2023 | Toronto  | 58     | 19     | 13,8   | 48,0  | 8,3    | 62,7 | 2,9     | 0,5     | 0,4    | 1,0    | 3,1    |
| Carrière  | Carrière | 58     | 19     | 13,8   | 48,0  | 8,3    | 62,7 | 2,9     | 0,5     | 0,4    | 1,0    | 3,1    |

### En NBA Gatorade League
Les statistiques de Christian Koloko en match de saison régulière sont les suivantes :
| Saison    | Équipe      | Matchs | Titul. | Min./m | % Tir | % 3pts | % LF | Rbds/m. | Pass/m. | Int/m. | Ctr/m. | Pts/m. |
| --------- | ----------- | ------ | ------ | ------ | ----- | ------ | ---- | ------- | ------- | ------ | ------ | ------ |
| 2022-2023 | Raptors 905 | 11     | 11     | 26,8   | 57,1  | 12,5   | 72,2 | 8,1     | 1,2     | 0,5    | 2,6    | 12,9   |
| Carrière  | Carrière    | 11     | 11     | 26,8   | 57,1  | 12,5   | 72,2 | 8,1     | 1,2     | 0,5    | 2,6    | 12,9   |

## Palmarès
- First-team All-Pac-12 (2022)
- Pac-12 Defensive Player of the Year (2022)
- Pac-12 Most Improved Player (2022)
- Pac-12 All-Defensive Team (2022)

## Records sur une rencontre en NBA
Les records personnels de Christian Koloko en NBA sont les suivants :
| Type de statistique        | Saison régulière | Saison régulière        | Saison régulière |
| Type de statistique        | Record           | Adversaire              | Date             |
| -------------------------- | ---------------- | ----------------------- | ---------------- |
| Points                     | 11               | Bulls de Chicago        | 6 novembre 2022  |
| Paniers marqués            | 4                | 4 fois                  | 4 fois           |
| Paniers tentés             | 8                | 4 fois                  | 4 fois           |
| Paniers à 3 points réussis | 1                | Suns de Phoenix         | 30 décembre 2022 |
| Paniers à 3 points tentés  | 2                | @ Nets de Brooklyn      | 2 décembre 2022  |
| Lancers francs réussis     | 4                | @ Pistons de Détroit    | 14 novembre 2022 |
| Lancers francs tentés      | 6                | @ Hawks d'Atlanta       | 19 novembre 2022 |
| Rebonds offensifs          | 7                | @ Hawks d'Atlanta       | 19 novembre 2022 |
| Rebonds défensifs          | 6                | 2 fois                  | 2 fois           |
| Rebonds totaux             | 11               | @ Hawks d'Atlanta       | 19 novembre 2022 |
| Passes décisives           | 4                | @ 76ers de Philadelphie | 28 janvier 2025  |
| Interceptions              | 3                | Wizards de Washington   | 26 mars 2023     |
| Contres                    | 6                | Bulls de Chicago        | 6 novembre 2022  |
| Balles perdues             | 2                | 5 fois                  | 5 fois           |
| Minutes jouées             | 31               | Bulls de Chicago        | 6 novembre 2022  |

- Double-double : 0
- Triple-double : 0

Dernière mise à jour : 19 février 2025